# Millesgården
Millesgården est un musée d'art et un jardin de sculpture, situé sur l'île de Lidingö à Stockholm, Suède. Il est situé dans la résidence du sculpteur Carl Milles et de sa femme, l'artiste Olga Milles, qui y sont enterrés.
En 1998, alors que Stockholm est la capitale européenne de la culture, un Jardin Emma Lundberg est inauguré à Millesgården sur l'île de Lidingö, organisé selon les principes de l'architecte de jardins, Emma Lundberg,.
Une galerie d'art conçue par l'architecte Johan Celsin s'ajoute à l'ensemble en 1999.

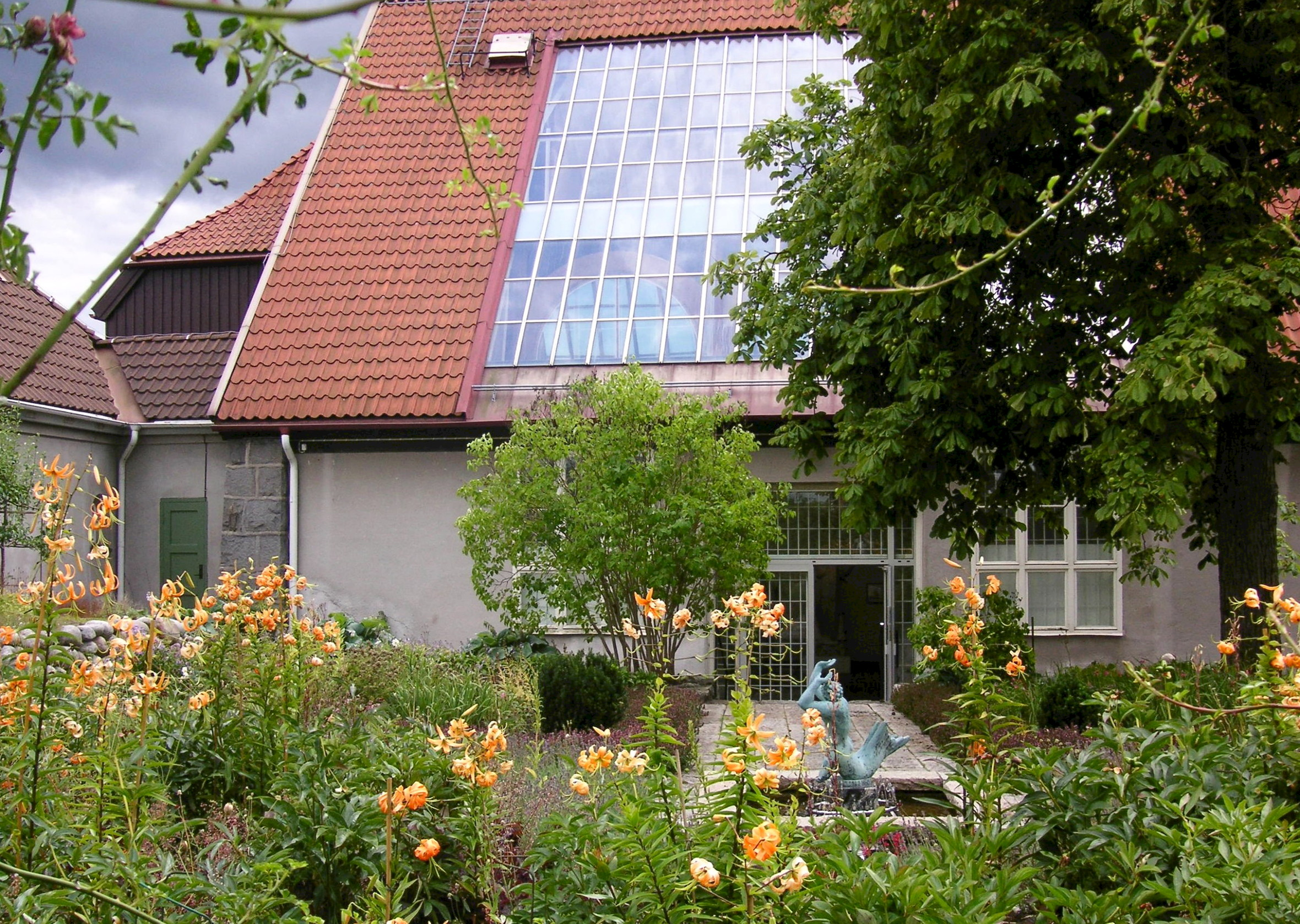
Jardin Emma Lundberg à Millesgården

## Historique
En 1906, le couple d'artistes Carl et Olga Milles a acheté un terrain sur Herserudsklippan à Lidingö. Ils prévoyaient d'y construire une maison avec un atelier d'art. La maison a été conçue par l'architecte Karl M. Bengtson et a été inaugurée en 1908. Les modifications et les extensions ultérieures ont été réalisées en collaboration avec le demi-frère de Carl Milles, l'architecte Evert Milles. Le beau portail en marbre qui forme l'ancienne entrée de Millesgården provient du célèbre hôtel Rydberg (démoli en 1914).
Dans les années 1920, le terrain voisin a été acquis sur le versant sud. Avec l'ajout de la terrasse centrale le jardin de sculptures a été agrandi et un autre atelier de sculpture, Lilla Ateljén, a été construit. En 1936, le Millesgården fut transformé en fondation et offert au peuple suédois.

## Le parc de sculptures
Le parc de sculptures de Millesgården a été créé lorsque Milles est revenu des États-Unis en 1950. Des répliques monumentales de sculptures autonomes et de groupes de fontaines provenant des États-Unis et de Suède y ont été installées. La terrasse inférieure était en grande partie achevée à la mort de Carl Milles en 1955. La zone située derrière le Grand Studio s'appelle le Jardin du Studio et a été aménagée à l'origine comme un jardin potager. Les sculptures Ailes et Aigle se trouvent dans le jardin de l'atelier. 

## La maison d'Anne
Au début des années 1950, Carl Milles a fait construire la maison d'Anne d'après les dessins d'Evert Milles. La maison a été conçue pour la secrétaire de Milles, Anne Hedmark (1899-1993), qui a pris le poste d'hôtesse et de conservatrice à Millesgården en août 1950. Elle y a vécu jusqu'en 1986. La maison a été conçue par Evert Milles (demi-frère de Carl Milles) et meublée par Estrid Ericson et Svenskt Tenn avec des meubles conçus par Josef Frank. Le couple Milles y a vécu pendant les étés après leur retour en Europe en 1951, et c'est ici, dans le salon de musique, que Carl Milles est décédé le 19 septembre 1955. 

## Le Centre d'art Millesgården
Le dernier bâtiment construit à Millesgården est le Centre d'art Millesgården, qui a été inauguré en octobre 1999. Il se trouve sur le côté sud-est de la terrasse inférieure et a été conçu par l'architecte Johan Celsing. Devant le bâtiment se trouve une rangée de colonnes à chapiteaux dorés d'ordre ionique, datant du XVIIe siècle et du palais Makalös. L'architecture de la galerie d'art a été récompensée par le prix Kasper Salin en 1999. Elle accueille des expositions d'artistes nationaux et internationaux tout au long de l'année. Elle abrite aujourd'hui l'entrée de Millesgården et une petite boutique de musée. 

## La chapelle de la forêt
Carl et Olga Milles (1874-1967) sont enterrés dans la chapelle dite de la Forêt, dans le quartier connu sous le nom de « Petite Autriche ». La chapelle a été ajoutée vers la fin des années 1940 et a été construite selon les plans d'Evert Milles. Ce petit édifice s'apparente aux « chapelles routières » que l'on trouve fréquemment dans le sud de l'Allemagne et de l'Autriche. La chapelle s'inspire de la peinture Die Waldkapelle de Moritz von Schwind, datant du milieu du XIXe siècle. La chapelle forestière de Millesgården se compose d'une « cella » en maçonnerie avec un toit en bois en saillie soutenu par deux colonnes. Le toit est un toit en croupe à deux versants recouvert de bardeaux. 